# 299+1
(Skrotos, op. cit.)
299+1 è una saga a fumetti realizzata da Leo Ortolani. Essa si ispira alla graphic novel di Frank Miller 300 e al omonimo film del 2007 tratto dal fumetto, reinterpretandoli con riferimento alla serie di storie di Rat-Man, creata dallo stesso Ortolani.
Fu pubblicata per la prima volta in due puntate sui numeri 62 e 63 di Rat-Man Collection (settembre e novembre 2007), una intitolata 299 e l'altra +1, e ristampata a novembre 2009 in un unico volume a colori in formato 32 × 21 cm. L'opera è stata apprezzata dal pubblico e dalla critica ed è considerata una delle migliori produzioni di Ortolani.

## Trama
Per prevenire l'invasione della Grecia da parte delle truppe del re persiano Serse, il re di Sparta Leonida, infrangendo i divieti degli anziani, parte con un ristretto manipolo di 299 soldati per intercettare l'esercito avversario alle Termopili. Skrotos, un piccolo spartano deforme fratello minore di Kretone, si unisce alla compagnia per servire il suo re.
Nonostante il numero spropositato di nemici che Serse invia loro contro, gli spartani riescono a tenere il passo grazie al loro superiore addestramento militare. Non potendo far uso di Skrotos in combattimento per via della sua scarsa forza fisica, Leonida lo spedisce a pattugliare uno stretto sentiero per le capre. La via infatti consente di aggirare le Termopili e il re teme che se i persiani la scoprano possano accerchiare i suoi uomini.
Il presagio di Leonida si avvera quando, con un raggiro, 3000 soldati nemici riescono a superare la guardia di un distratto Skrotos e a cogliere alle spalle gli spartani. Dopo un primo momento in cui Skrotos batte in ritirata per salvarsi e abbandona i suoi compagni al massacro, il ragazzo torna sui suoi passi per difendere il corpo del fratello Leonida (che chiamava Kretone perché il re si rivolgeva a lui con il nomignolo Kretino) e muore nel tentativo, come ultimo dei 300 spartani.

## Genesi dell'opera e realizzazione

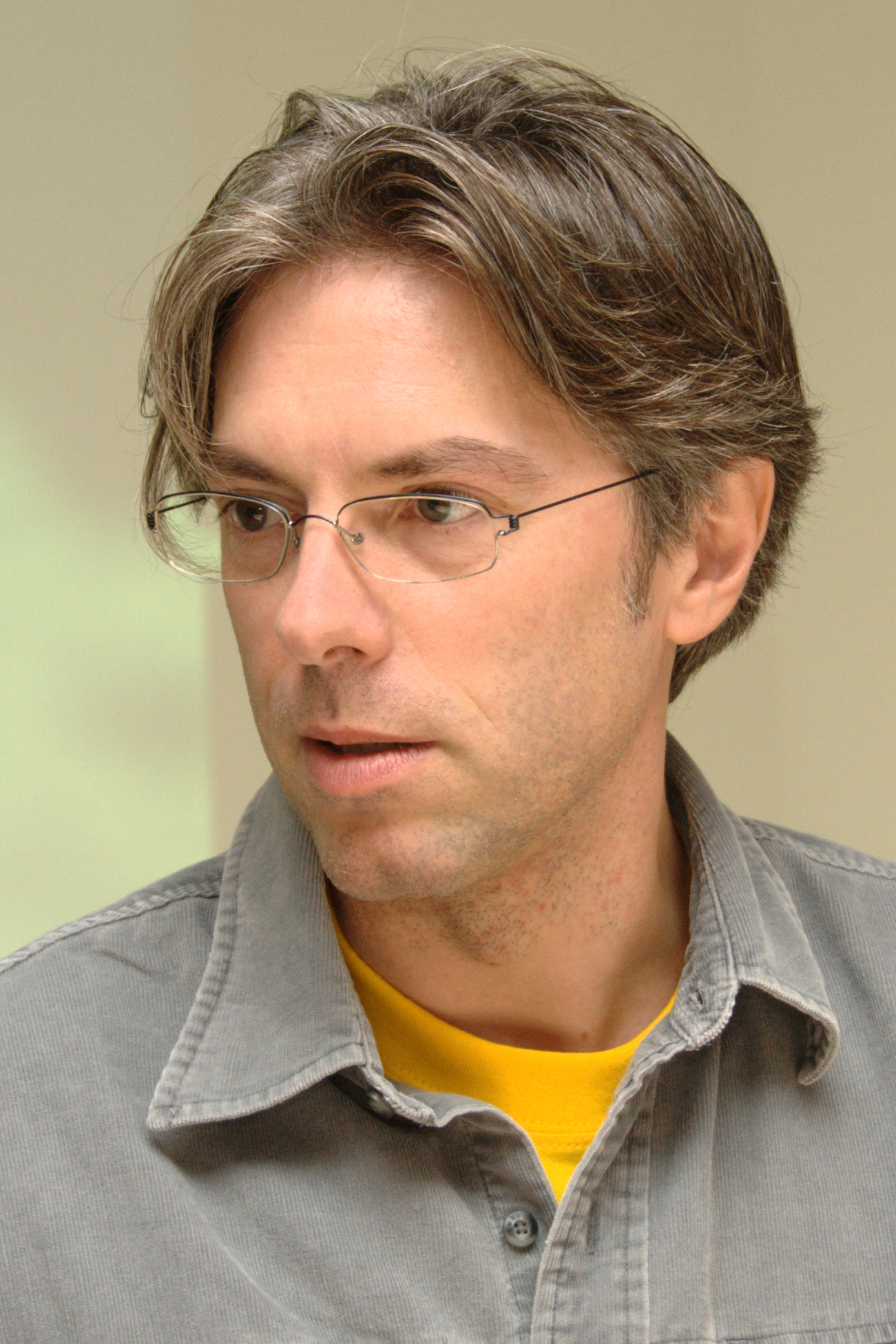
L'autore Leo Ortolani

Leo Ortolani ebbe il suo primo incontro con 300 a casa di un amico, dal momento che, anche se incuriosito dalla graphic novel, non l'aveva acquistata perché troppo costosa. L'opera lo colpì subito per "la forza grafica di certe scene" e lo attirò a tal punto da portarlo a leggerla e rileggerla e a guardare diverse volte il film omonimo. Diventato ormai un fan, decise di omaggiare 300 con una sua personale riscrittura.
Questo lavoro — a differenza delle sue abituali parodie, che si ispirano all'opera di riferimento, ma che poi sono sviluppate in maniera autonoma nel disegno e nella trama — ricalca con molta fedeltà il fumetto di partenza, riprendendo anche la stessa composizione delle pagine e delle vignette di Frank Miller, che avevano la particolarità di essere sviluppate in orizzontale. A tal proposito Ortolani commentò:
Adesione all'originale che si nota anche nella scelta dei personaggi: gli spartani infatti furono rappresentati con un disegno umano (e non con il distintivo muso a scimmia tipico della comicità di Ortolani), proprio per non farli uscire deformati e per mantenere la narrazione su "toni epici, eroici". Una bozza di lavoro, ad esempio, era costituita da Cinzia Otherside nei panni di Serse, vestita come Wanda Osiris, ma l'autore scartò presto l'idea perché "nell'insieme stonava".
L'unico punto in cui Ortolani si discostò da 300 fu l'inserimento del personaggio Rat-Man, che — nei panni di Skrotos — occupa grosso modo il ruolo che aveva Efialte nell'opera originale. La ricerca di un ruolo per il Ratto, che fosse al tempo stesso comico ed eroico, portò l'autore a dare una sua personale interpretazione al finale della storia. Infatti, mentre Efialte tradisce consapevolmente i suoi compagni e decreta in questo modo la sconfitta degli spartani, Skrotos non si accorge del suo tradimento e "dopo la fuga iniziale torna sui suoi passi e muore eroicamente a difesa del corpo del fratello Leonida".
La colorazione delle tavole fu effettuata al computer da Lorenzo Ortolani, fratello dell'autore, responsabile anche delle copertine di Rat-Man Collection. Per la sua realizzazione furono necessari due giorni di tempo e una documentazione approfondita dei colori originali, usando dei fermo immagine del film. Il colore permise anche di aggiungere dettagli che nel disegno in bianco e nero di Ortolani non erano presenti, come la polvere (per aumentare il senso di realismo) e il rosso del sangue, che era stato reso in modo meno appariscente con il tratto nero della china.

## Storia editoriale
La storia apparve per la prima volta in due capitoli sulla rivista Rat-Man Collection: la prima parte intitolata 299 sul numero 62 di settembre 2007, la seconda parte +1 sul numero 63 nel novembre dello stesso anno +1, con le sue 65 pagine, costituiva la storia di Rat-Man più lunga mai realizzata fino a quel momento e costrinse l'editore ad aumentare la foliazione dell'albo da 64 a 72 pagine. Ispirandosi all'opera di Frank Miller, Ortolani utilizzò delle tavole più grandi del normale; nel formato della rivista (16 × 21 cm), però, le scene risultavano sacrificate e molti critici e fan auspicarono l'edizione di una ristampa in volume unico e in formato orizzontale. Il loro desiderio si realizzò quando, il 12 novembre 2009, la Panini Comics pubblicò la ristampa 299+1 in un unico volume, a colori e in formato 32 × 21 cm. Una riedizione è stata pubblicata il 23 gennaio 2014.

## Accoglienza

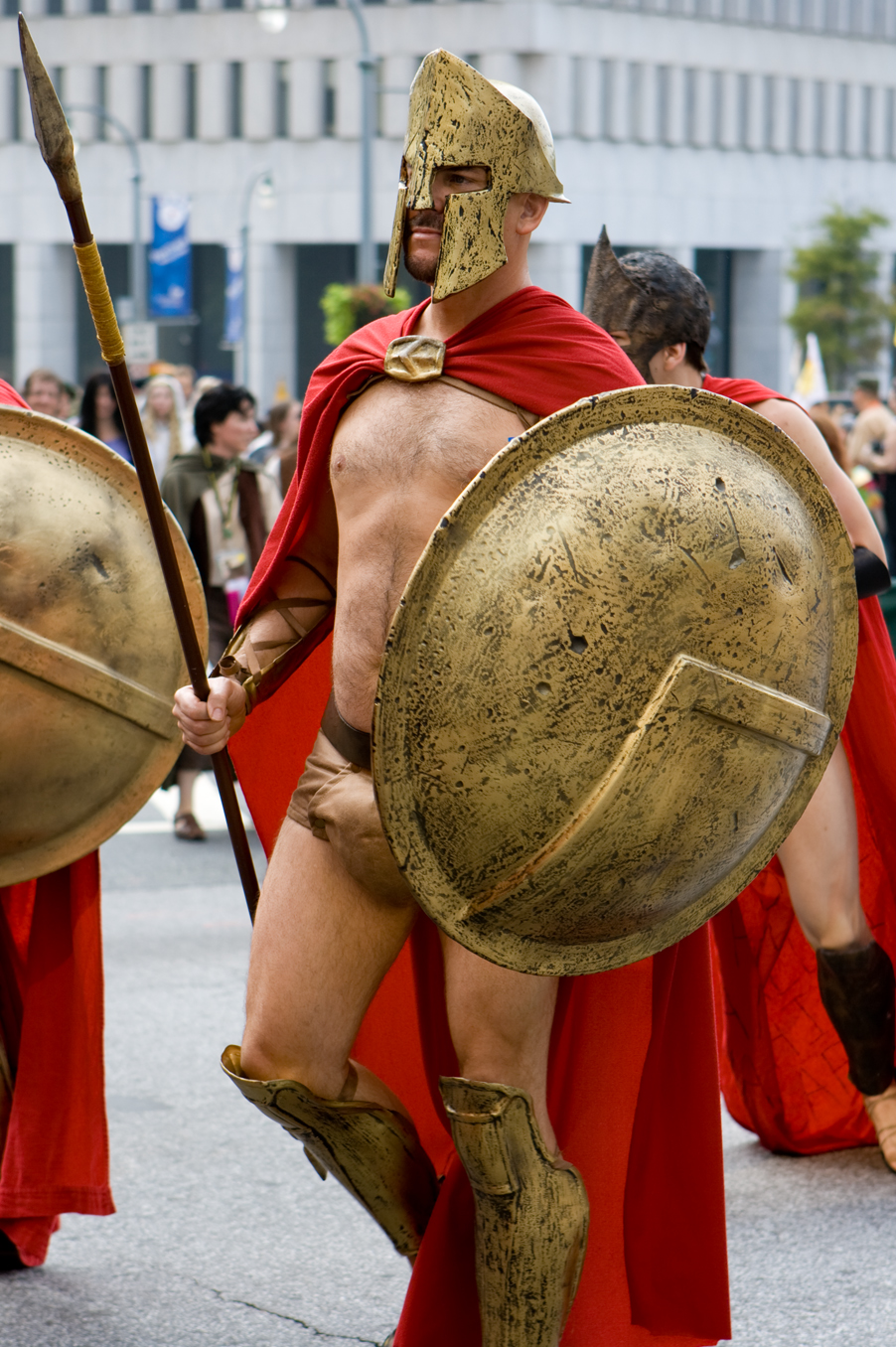
Un soldato spartano come rappresentato nel fumetto e nel film 300 da cui Ortolani ha preso ispirazione

Il fumetto ottenne un ottimo successo, risultando l'albo più venduto della casa editrice nel mese di uscita, così come i numeri di Rat-Man Collection in cui comparivano le due storie separate. I fan dell'autore apprezzarono molto la storia e al Lucca Comics & Games del 2007 molti di loro urlarono a più riprese "A-HU! A-HU! A-HU!" come gli spartani di 299+1; Ortolani ne rimase molto contento e commentò: «È valsa la pena realizzare la parodia di 300 solo per sentirvelo fare!». Lo stesso saluto è diventato prassi comune da parte del fan club per ogni evento in cui si incontra l'autore, come alla Rat-Con del 2014. La storia è anche una di quelle riuscite meglio tra tutte quelle rat-maniane secondo Ortolani. Nel 2008 è stata realizzata una maglietta con immagine e logo della storia e nell'aprile 2009 un poster con l'illustrazione di copertina di 299.
Filippo Mazzarella del Corriere della Sera ritenne 299+1 il capolavoro di Ortolani, grazie alla perfetta fusione di comicità e momenti di pathos autentici, pur circoscritti al contesto satirico. La rivista elettronica Comicus sottolineò la grande maestria di Ortolani nel fare suoi il tratto e i mezzi stilistici di Frank Miller e nell'utilizzare questi strumenti per descrivere l'epicità dei momenti narrati, "la caoticità della battaglia, l'imperiosità degli spartani, la truculenza della guerra". All'interno di questo contesto, la redazione ritenne che l'autore fu capace di inserire la giusta dose di gag nei momenti appropriati e riassunse le battute presenti nell'albo con il termine "fulminanti", capaci di far ridere ad alta voce. Tra le critiche negative la rivista citò l'eccessiva "ridicolizzazione" di Serse e la "non perfetta rappresentazione della pioggia di frecce", che tuttavia "non bastano a rovinare questa superba storia".
Gennaro Cardillo di Fumettidicarta.it apprezzò molto l'impaginazione orizzontale dell'albo ristampato e la colorazione delle tavole ad opera di Lorenzo Ortolani, fratello dell'autore. Inoltre affermò che, con le sue battute e freddure, il finale a sorpresa e "la grande carica di umanità con la quale [...] Ortolani anima tutte le sue creature", il fumetto costituisce uno degli acquisti migliori che si possano fare. Luigi Ferrini di uBC Fumetti, nel paragonare la parodia alla graphic novel di Miller e al film derivato, arrivò ad affermare che l'opera di Ortolani presenta un pregio in più: se infatti in 300 vengono portati all'eccesso «l'eroismo e il "superuomo" spartano» e si calca molto la mano sul destino di sacrificio e di gloria dei soldati, in 299+1 viene fuori la dimensione umana di Skrotos, "con le sue meschinità ma anche con la sua capacità di donare la vita per amore e non soltanto per condivisione di un ideale". Il critico inoltre valutò le tavole come le migliori dell'intera produzione di Ortolani.